# Çamköy, Fethiye
Çamköy là một thị trấn thuộc huyện Fethiye, tỉnh Muğla, Thổ Nhĩ Kỳ. Dân số thời điểm năm 2011 là 4.185 người.